# Heartbreaker (canción de MSTRKRFT)
«Heartbreaker» es una canción realizada por el dúo canadiense MSTRKRFT con la colaboración del cantante estadounidense John Legend. Fue lanzado el 23 de julio de 2009 como el segundo sencillo del segundo álbum de MSTRKRFT, Fist of God. Alcanzó el número 50 en la lista de sencillos del Reino Unido.

## Video musical
El video musical de la canción fue dirigido por Vincent Haycock. Un joven inconformista corteja a la empleada de un autoservicio, en el momento en que sus amigos se divierten causando gran alboroto en el lugar. Todo esto sucede mientras el jefe del negocio estaba tomándose una siesta. En él, hace un cameo AJ English, quien apareció en varios videos musicales de artistas tales como Calvin Harris, Zedd y Lady Gaga, interpretando a uno de los amigos revoltosos.

## Lista de canciones
| Descarga digital — Sencillo |                                  |          |  |
| N.º                         | Título                           | Duración |  |
| 1.                          | «Heartbreaker» (con John Legend) | 5:53     |  |

| CD Promo – Remixes |                                                   |          |  |
| N.º                | Título                                            | Duración |  |
| 1.                 | «Heartbreaker»                                    | 3:14     |  |
| 2.                 | «Heartbreaker» (Joachim Garraud Club Vocal Remix) | 8:28     |  |
| 3.                 | «Heartbreaker» (Laidback Luke Remix)              | 5:29     |  |
| 4.                 | «Heartbreaker» (WAWA Club Remix)                  | 5:49     |  |
| 5.                 | «Heartbreaker» (Wolfgang Gartner Remix)           | 6:23     |  |
| 6.                 | «Heartbreaker» (Jake Bullit Remix)                | 6:05     |  |
| 7.                 | «Heartbreaker» (12th Planet Remix)                | 4:16     |  |
| 8.                 | «Heartbreaker» (Major Notes Remix)                | 5:11     |  |
| 9.                 | «Heartbreaker» (Brackles Remix)                   | 3:41     |  |

## Créditos
Créditos adaptados a partir de las notas del sencillo.
- Ingeniería de mezclas – Al P, JFK
- Masterización – Nilesh Patel
- Producción – MSTRKRFT
- Voces – John Legend
- Composición – Al P, Jesse, MSTRKRFT

## Posicionamiento en listas
| Lista (2009)                                | Mejor posición |
| ------------------------------------------- | -------------- |
| Australia (ARIA Charts)                     | 63             |
| Bélgica (Flandes) (Ultratip Bubbling Under) | 3              |
| Reino Unido (The Official Charts Company)   | 50             |
| Reino Unido (UK Dance Chart)                | 5              |